# Śmigus-dyngus

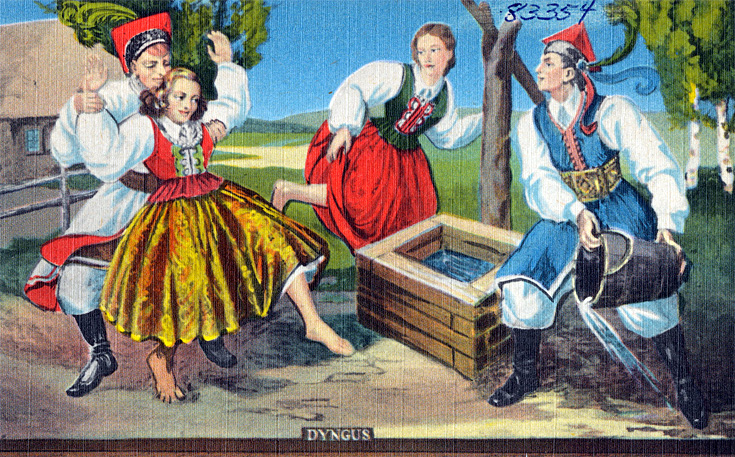
Polnische Postkarte, vor 1939

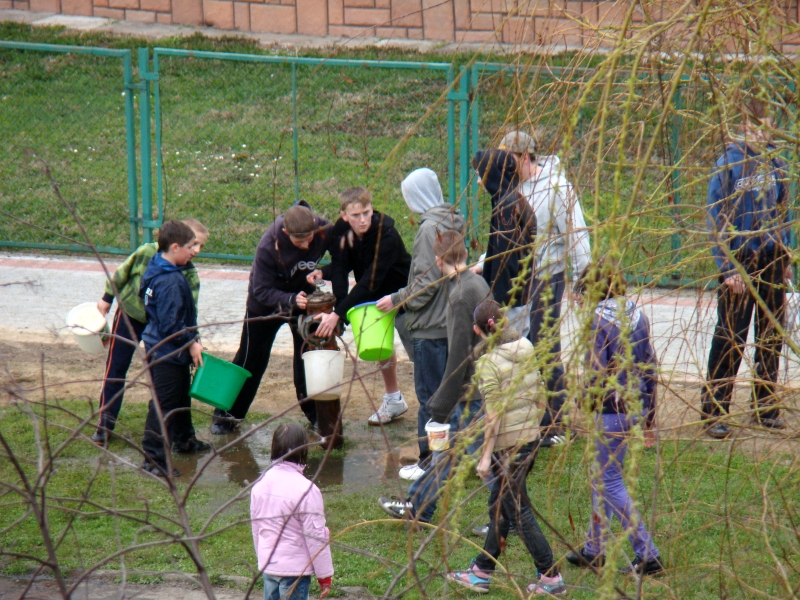
Śmigus-dyngus in Sanok, 2010

Śmigus-dyngus (auch lany poniedziałek) ist ein polnischer Osterbrauch. Er findet alljährlich am Ostermontag statt. In Polen wird noch sehr an aus der slawischen Mythologie stammenden Ostertraditionen festgehalten. Ähnliche Bräuche gibt es in der Ukraine, Ungarn, der Slowakei und in Tschechien.
Im ganzen Land besprengen sich alte und junge Menschen am „Lany poniedziałek“, dem „gegossenen Montag“ mit Wasser. Oftmals kommt es auch vor, dass Jugendliche anstatt einiger Wasserspritzer ganze Eimer voll Wasser auf andere Personen, vorzugsweise Mädchen und Frauen, schütten.

## Herkunft
Der polnische Publizist und Philosoph Karol Libelt (1807–1875) und der Ethnograph Zygmunt Gloger (1845–1910) haben im „Dyngus“ eine Ähnlichkeit mit dem dt. „Dünnguss“ bemerkt.